# Ciawi (Bogor)
Ciawi is een bestuurslaag in het regentschap Bogor van de provincie West-Java, Indonesië. Ciawi telt 9348 inwoners (volkstelling 2010).